# Химическая термодинамика
Хими́ческая термодина́мика — раздел физической химии, изучающий процессы взаимодействия веществ методами термодинамики. Применение термодинамического подхода к химическим реакциям основано на том, что в фундаментальном уравнении Гиббса в качестве переменных можно использовать как массы или количества независимых компонентов, — если условия задачи не требуют детального рассмотрения химического равновесия, — так и массы (количества) составляющих веществ совместно с уравнениями связи, описывающими химические реакции, — когда требуется подробное описание химического равновесия.
С целью упрощения рассмотрения химических реакций, протекающих в закрытых системах, применяют предложенный Т. де Донде метод, основанный на использовании химической переменной. Этот способ рассмотрения, в отличие от подхода Гиббса, пригоден только для закрытых термодинамических систем.
Основными направлениями химической термодинамики являются:
1. Классическая химическая термодинамика, изучающая термодинамическое равновесие вообще.
2. Термохимия, изучающая тепловые эффекты, сопровождающие химические реакции.
3. Теория растворов, моделирующая термодинамические свойства вещества исходя из представлений о молекулярном строении и данных о межмолекулярном взаимодействии.

Химическая термодинамика тесно соприкасается с такими разделами химии, как
- аналитическая химия;
- электрохимия;
- коллоидная химия;
- адсорбция и хроматография.

## Первое начало термодинамики
Приращение внутренней энергии системы в некотором процессе равно теплоте, полученной системой, плюс работа, совершённая над системой в этом процессе.

## История
Развитие химической термодинамики шло одновременно двумя путями: 
термохимическим и термодинамическим.
Возникновением термохимии как самостоятельной науки следует считать открытие 
Германом Ивановичем Гессом, профессором Петербургского университета,
взаимосвязи между тепловыми эффектами химических реакций --- законы Гесса.
В 1867 г. на основе термохимии Марселен Бертло предложил одну из первых теорий химического сродства, объясняющую направление течения химических реакций.
Общие достижения термодинамики, как раздела теоретической химии, 
отразившиеся в учении об энтропии, привели к возникновению другого метода исследований,
не связанному с отрицательно зарекомендовавшей себя теорией химического сродства.
Основы классической химической термодинамики были заложены в работе 
Джозайи Уилларда Гиббса «О равновесии гетерогенных веществ» (1878),
в которой были разработаны графический метод изображения состояний вещества, 
метод термодинамических потенциалов и установлено правило фаз.
Методы Гиббса, разрабатывавшиеся также Пьером Дюэмом, дали большой толчок в развитии приложений термодинамики,
поскольку были значительно проще метода круговых процессов, требовавших придумывать гипотетические процессы, замыкавшие некоторый исследуемый процесс в круговой.